# John Peurifoy
John Emil Peurifoy (Walterboro, 9 de agosto de 1907–Hua Hin, 12 de agosto de 1955) fue un diplomático estadounidense que desempeñó funciones durante los primeros años de la Guerra Fría. Se desempeñó como Embajador de Estados Unidos en Grecia y Tailandia, como así también fue el embajador de su país en Guatemala durante el golpe de 1954 que derrocó al gobierno de Jacobo Árbenz.

## Primeros años
Peurifoy nació en Walterboro, Carolina del Sur el 9 de agosto de 1907. Su ascendencia es de juristas y abogados instalados en el Nuevo Mundo desde 1619, dos años antes del arribo del Mayflower. Su madre Emily Wright murió cuando él tenía seis años y su padre John H. Peurifoy murió en diciembre de 1926. Cuando se graduó de la escuela secundaria en 1926, el anuario escolar registró su ambición de alcanzar la presidencia de Estados Unidos. Peurifoy ingresó a West Point en 1926. Debió abandonar la academia militar luego de dos años al ser diagnosticado de neumonía.

## Carrera
Comenzó trabajando durante unos años como cajero de un restaurante en Nueva York y luego como empleado en Wall Street. Se mudó a Washington D. C. en abril de 1935 con la esperanza de conseguir un empleo en el Departamento de Estado. Logró un puesto en la Cámara de Representantes como operador de un ascensor, gracias a la ayuda del congresista de Carolina del Sur, "Cotton Ed" Smith, y trabajó además para el Departamento del Tesoro. Concurrió de manera nocturna a la American University y a la George Washington University.
Peurifoy se casó con Betty Jane Cox, una antigua maestra de Oklahoma, en 1936. Cuando perdió su empleo en el Departamento del Tesoro, trabajó en la cadena de grandes almacenes Woodward & Lothrop.
Peurifoy se identificaba políticamente como liberal y fue simpatizante demócrata toda su vida, porque, afirmaba: "Naces de esa manera en Carolina del Sur. Es casi como tu religión."

### Departamento de Estado
Peurifoy ingresó al Departamento de Estado en octubre de 1938 como oficinista con un sueldo anual de $2000, logrando escalar posiciones para una con un sueldo anual de $8000 como asistente del subsecretario de Estado.
Durante la Segunda Guerra Mundial, Peurifoy se desempeñó como representante del Departamento de Estado en algunos comités interdepartamentales como la  Junta de Economía de Guerra y la Junta de Producción en Guerra.
En 1945 Peurifoy trabajó en la organización de una conferencia en San Francisco, que llevó al establecimiento de las Naciones Unidas. El presidente Truman firmó la Orden ejecutiva 9835 (1947) estableciendo juntas de revisión para remover del servicio gubernamental o denegar empleo a personas cuando exista una "fuerte creencia de la persona en actos de desobediencia contra Estados Unidos." En 1947, Peurifoy pidió al FBI que lleve a cabo una auditoría en la División de Seguridad e Investigación del Departamento de Estado, que los encontró "carente de evidencias."
El 7 de diciembre de 1948, Peurifoy testificó ante el Comité de Actividades Antiestadounidenses (HUAC, por sus siglas en inglés), vinculado con el caso Alger Hiss.
El Secretario de Estado George C. Marshall lo designó Subsecretario de Estado para la Administración Interino en 1949, el tercer puesto más importante del departamento, de donde se ocupó de reorganizar las relaciones de aquel organismo con las maniobras del congreso. Tenía una amplia gama de responsabilidades, excepto en materia de política exterior: la oficina de personal, asuntos consulares, operaciones, y organización y presupuestos. Durante los años de  Peurifoy a cargo de la seguridad y asuntos personales, el Departamento se centró en nuevas contrataciones, en lugar de catalogar a empleados que podrían ser captados o infiltrados por soviéticos, a menos que las investigaciones en el Congreso solicitasen una revisión de un empleado en particular.
Cuando el senador Joseph McCarthy afirmó en 1950 que los comunistas se habían apoderado del Departamento de Estado, Peurifoy lo desafió, infructuosamente, a que demuestre con documentos la acusación. Sin embargo, ese mismo año, Peurifoy llamó al comité del Senado de los Estados Unidos para informar de un "grupo clandestino homosexual" en el Departamento. Sus comentarios, junto con las afirmaciones contra los homosexuales de McCarthy, contribuyeron a desarrollar el "terror lila".
Peurifoy aprobó los exámenes correspondientes a la carrera diplomática en 1949 y fue incorporado al Servicio Exterior ese mismo año.

### Grecia
En 1950 fue designado como Embajador en Grecia. Los comunistas habían sido ya derrotados en la guerra civil griega. Durante su gestión de tres años en aquel país, atento a un posible regreso de los comunistas, ayudó fuertemente al gobierno anticomunista, un gobierno de centroderecha que incluía a la familia real, con quien Peurifoy tuvo relaciones cálidas. Dado su directa participación poco sujeta a los estilos diplomáticos en los asuntos internos griegos, su apellido es utilizado en aquel país para referirse a un extranjero que intenta interferir en la política griega, un "Peurifoy".
En 1953 Peurifoy le contó a Adlai Stevenson que el personal de carrera del Servicio Exterior se sentía "deprimido" por la campaña del senador McCarthy contra el Departamento de Estado. Dijo sentirse "infeliz" y que creía que McCarthy había pergeñado su traslado a Grecia por causa de una disputa sobre "algunos archivos", a pesar de que probablemente haya sido por su experiencia lidiando con comunistas.

### Guatemala
En 1953, durante la administración Eisenhower, Peurifoy fue enviado a Guatemala, la primera nación del hemisferio occidental en la que alegaban vínculos del gobierno con comunistas. Las maquinaciones advirtiendo sobre un régimen comunistas habían sido diagramadas en una campaña de un año instigadas por la United Fruit Company UFCO, luego de una serie de reformas sociales que expropiaron tierras que la UFCO había adquirido en dudosas circunstancias. El centro de las acusaciones de la campaña para argumentar el vínculo comunista había sido una reforma agraria y social. La CIA puso en marcha, entonces, la operación en código PBSUCCESS. Asumió su puesto como embajador el 13 de noviembre de 1953. Carlos Castillo Armas, líder de las fuerzas rebeldes apoyado por la CIA, se encontraba armando y alistado sus filas para la misma. Peurifoy le advirtió al presidente Jacobo Árbenz que Estados Unidos solo tenía interés de "eliminar a los comunistas del gobierno". En junio de 1954, la CIA dio inicio al plan para derrocar al gobierno de Árbenz. Peurifoy presionó a Árbenz con respecto a la reforma agraria y jugó un rol activo en el golpe. Jugó un rol central en las negociaciones entre los oficiales del ejército guatemalteco, Elfego Monzón, la cabeza de la junta militar que retuvo el poder y Carlos Castillo Armas, líder de las fuerzas rebeldes. Carlos Castillo Armas fue posteriormente proclamado presidente de Guatemala.
Su trabajo en Grecia y Guatemala le dieron la reputación "el as del Departamento de Estado en resolver problemas en bastiones comunistas." El periódico The New York Times informó en 1954 que consideraba postularse a la presidencia de Estados Unidos algún día.

## Fallecimiento e hijos
Peurifoy fue destinado a la Embajada de Estados Unidos en Tailandia. El 12 de agosto de 1955, desempeñándose como embajador en dicho país, Peurifoy y su hijo de nueve años, Daniel Byrd Peurifoy, murieron cuando el Thunderbird que conducía colisionó con un camión cerca de Hua Hin, Tailandia.
Su hijo más grande, John Clinton Peurifoy, conocido como Clinton, que terminó herido en el accidente, tenía parálisis cerebral. En 1957, la revista Time en su sección "Religión" publicó una historia de los años de Peurifoy en Grecia, cuando el príncipe Constantino le dijo a Clinton: "Yo y mi hermana estuvimos hablando sobre ti y llegamos a la conclusión de que debes ser el mejor alumno de Jesús... En la escuela, el mejor alumno tiene siempre los problemas más difíciles para resolver. Dios te ha dado los problemas más difíciles de todos, por eso debes ser su alumno favorito." Clinton rechazó las palabras, mientras que la reina Frederica repitió las palabras al embajador, quien también se mostró molesto. Unas semanas después, Time publicó una carta de una mujer con parálisis cerebral defendiéndolo y preguntándose: "¿Por qué nos volvemos blandos y poco prácticos, así como intolerantes cuando hablamos de religión?". Otra carta con diferente punto de vista fue publicada por la misma revista que describe la actitud de la reina como "fantásticamente pueril". John Clinton murió en 1959, a la edad de 19 años. Peurifoy y sus hijos fueron enterrados juntos en el Cementerio Nacional de Arlington. Betty Jane Cox Peurifoy (1912-1998), su viuda, se casó posteriormente Arthur Chidester Steward.
Con sede en Tailandia, la Fundación en Memoria de John E. Peurifoy provee de fondos para becas Fulbright.